# ود المنسى
قرية ود المنسي تتبع لمحافظة المناقل -مدني - بولاية الجزيرة في السودان و هي تقع علي بعد 30 كيلومتر شمال غرب المناقل، تسكن القرية العديد من القبائل أكبرها الحلاوين والعركين و الجعليين والبطاحين و الجوامعة وغيرهم من القبائل، يعمل معظم سكان القرية بالزراعة والرعي والتجارة، ويبلغ عدد سكان ود المنسي حوالي 5000 نسمة.
ويوجد بقرية ود المنسي ثلاث مدارس أساس ومدرسة ثانوي، تأسست المدرسة الأساس عام 1963. وود المنسي عريقة جدا في التعليم حيث أكثر نسبة معلمين المنطقة وساهموا في نشر التعليم في المنطقة. ونسبة التعليم في القرية كبيرة.